# Langenbruck (Reichertshofen)
Langenbruck ist ein Ortsteil des Marktes Reichertshofen im oberbayerischen Landkreis Pfaffenhofen an der Ilm.

## Geographie und Verkehrsanbindung
Das Pfarrdorf Langenbruck liegt südöstlich des Kernortes Reichertshofen. Es befindet sich am Nordwestrand der Hallertauer Hügellandschaft. Am östlichen Ortsrand verläuft die A 9 mit der gleichnamigen Anschlussstelle und am nördlichen Ortsrand verläuft die B 300.
In Langenbruck entspringt der Langenbrucker Bach, welcher in Reichertshofen in den Vogelaubach mündet.

## Fremdenverkehr
Langenbruck hat mit zwei etablierten Hotels und sechs Pensionen eine lange Tradition im Hotel- und Beherbergungswesen. Ergänzt wurde dieses Angebot durch den Bau zweier moderner Hotels im Gewerbegebiet Auer Bach, so dass vor Ort insgesamt mehrere hundert Betten verfügbar sind.

## Geschichte
Langenbruck wird urkundlich erstmals um 1128 erwähnt. Der einstige Ortsteil Höfen und der Bereich um die Kirche waren durch einen Bachlauf und ein Sumpfgebiet getrennt. Dieses unpassierbare Gebiet überspannte seinerzeit eine lange Brücke an der früheren Straße von Augsburg nach Regensburg, etwa im Bereich der heutigen Dorfstraße, Pörnbacher Straße und der Höfenstraße. Auf diese „Langen Brücke“ über das ursprünglich sumpfige Gebiet ist die bis heute erhaltene Ortsbezeichnung Langenbruck zurückzuführen. Zudem tritt im Jahr 1128 das Geschlecht der „Langenbrukhe“ in der Geschichtsschreibung auf. Im Jahr 1871 hatte das damalige Kirchdorf 169 Einwohner und 82 Gebäude.
Am 9. August 1968 stürzte eine Vickers Viscount 700 auf einem Linienflug der British Eagle International Airlines von London Heathrow nach Innsbruck-Kranebitten (British-Eagle-Flug 802) bei Langenbruck ab. Alle 48 Insassen kamen dabei ums Leben. Die Toten wurden in ihre Heimat überführt. Im Langenbrucker Friedhof entstand eine Gedenkstätte mit einem schlichten Holzkreuz. Auch einige nicht identifizierbare sterbliche Überreste wurden dort beigesetzt.

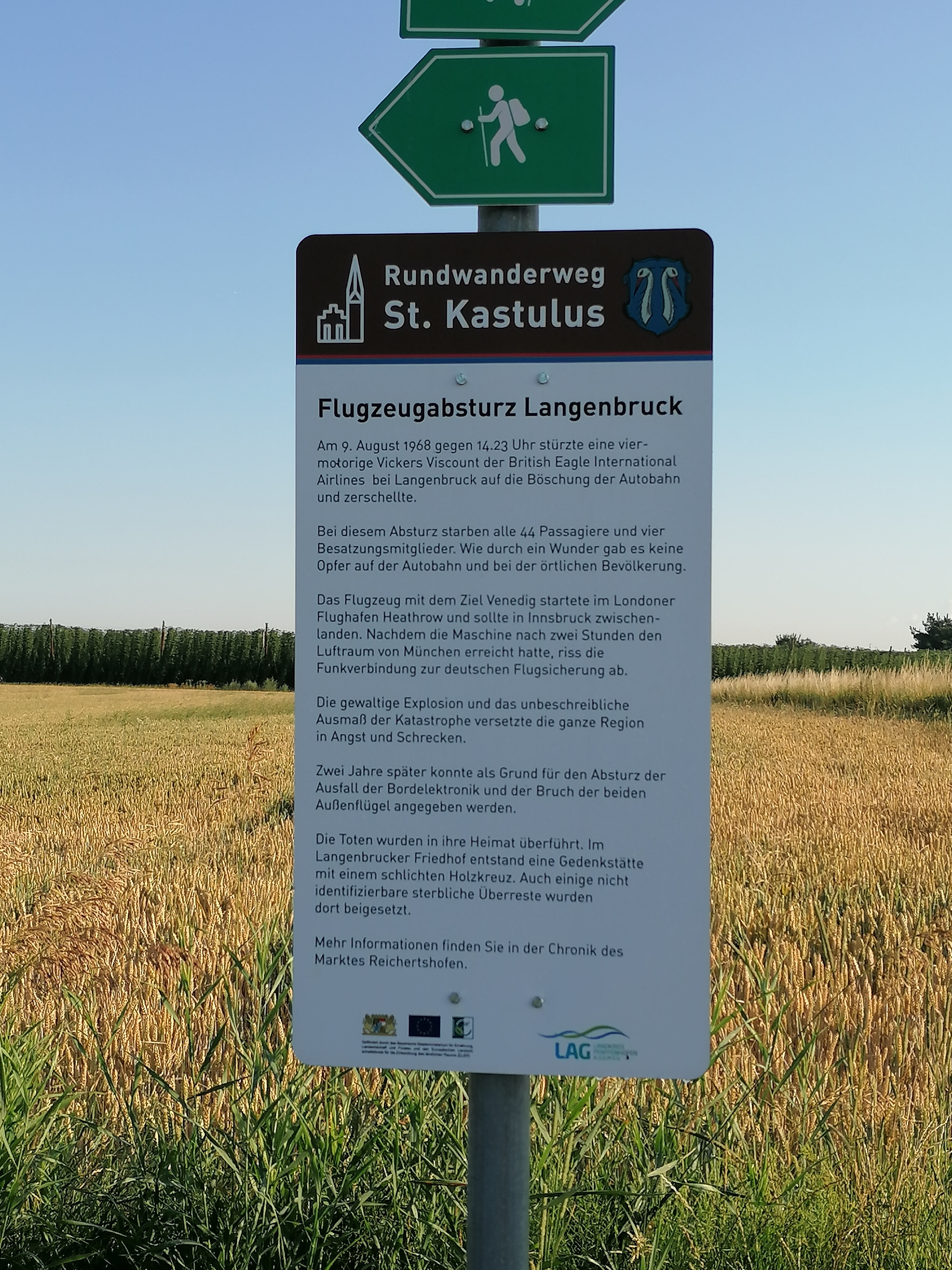
Infotafel über den Flugzeugabsturz bei Langenbruck

Zur ehemals selbstständigen Gemeinde Langenbruck gehörten das Dorf Stöffel und der Weiler Sankt Kastl. Am 1. Juli 1972 schloss sich Langenbruck mit seinen Ortsteilen der Marktgemeinde Reichertshofen an.

## Sehenswürdigkeiten
Für Langenbruck sind in der Liste der Baudenkmäler in Reichertshofen diese Baudenkmäler aufgeführt:
- die katholische Pfarrkirche St. Katharina
- ein ehemaliges Gasthaus (Pörnbacher Straße 9)
- ein eingeschossiges Kleinbauernhaus (Gambacher Straße 6)

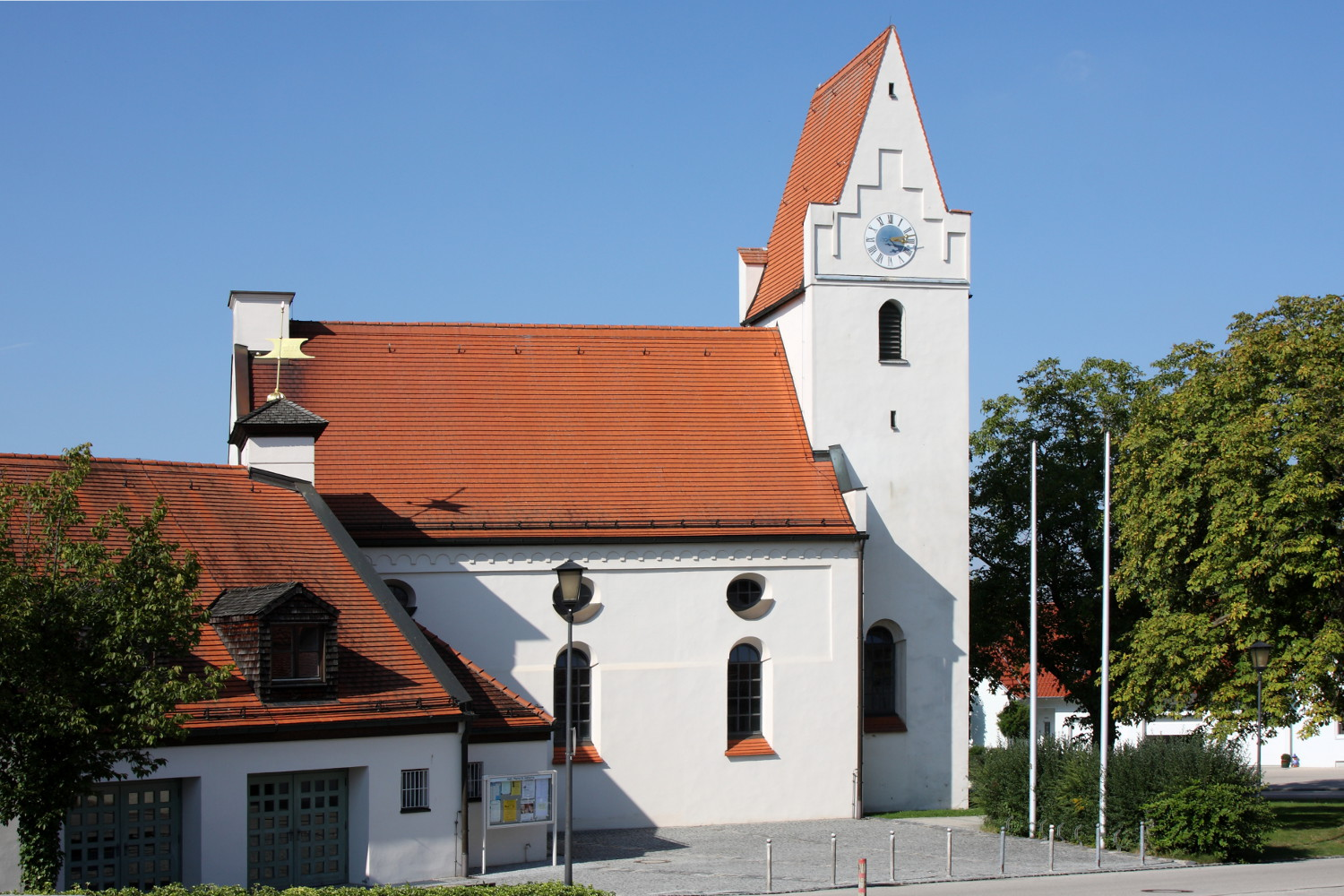
Pfarrkirche St. Katharina
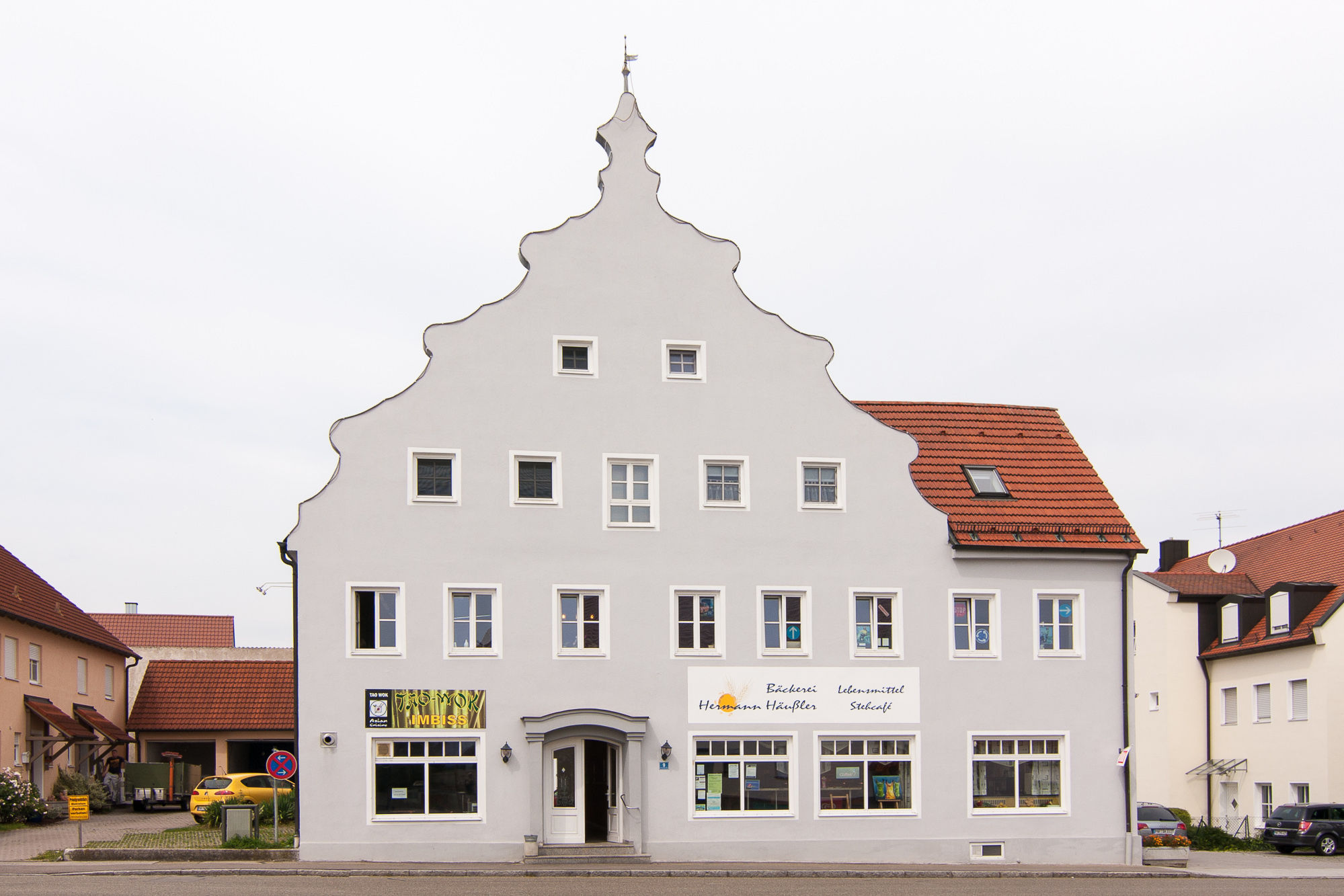
Ehemaliges Gasthaus
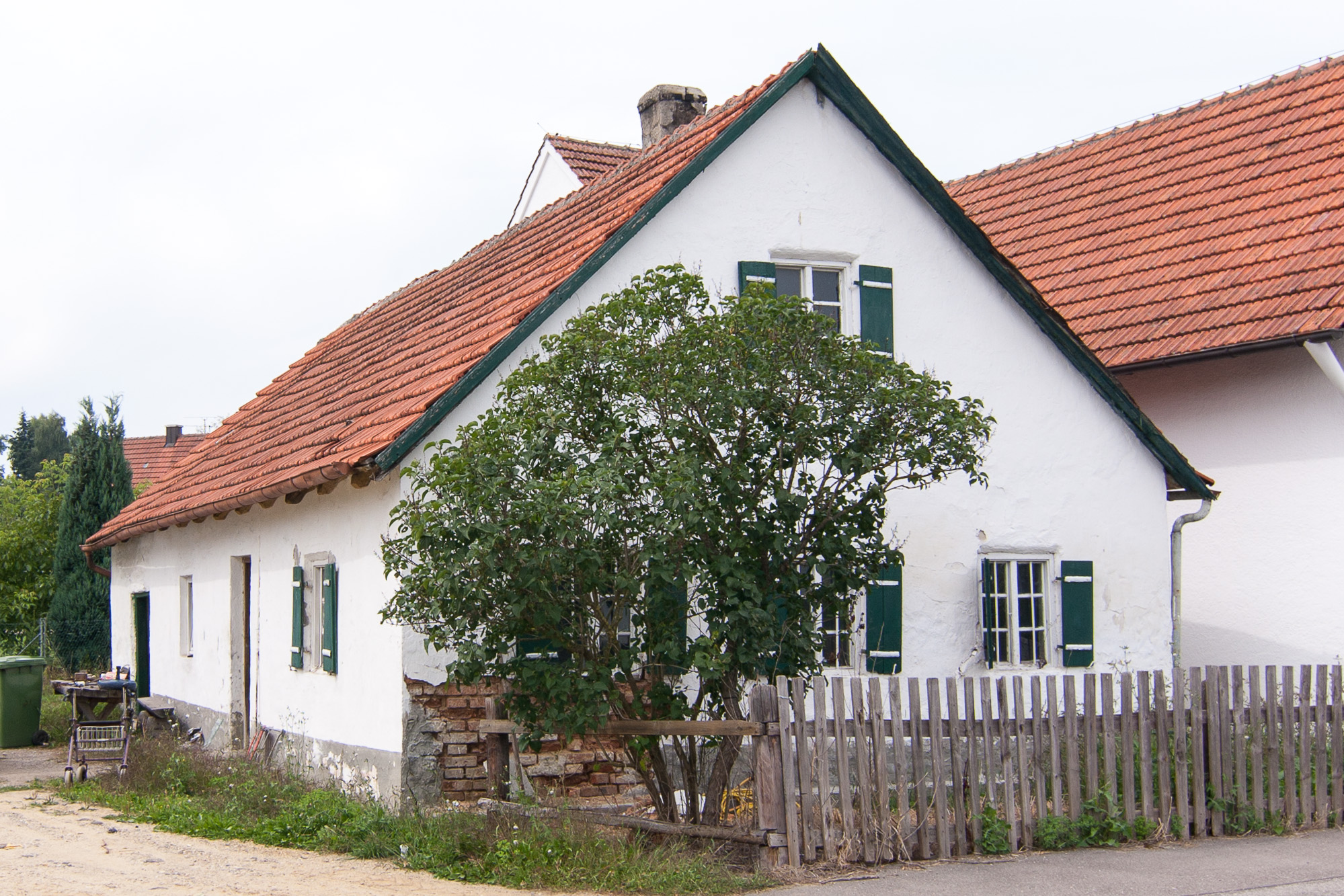
Eingeschossiges Kleinbauernhaus

## Bodendenkmäler
Siehe: Liste der Bodendenkmäler in Reichertshofen